# Vorstendom Salm

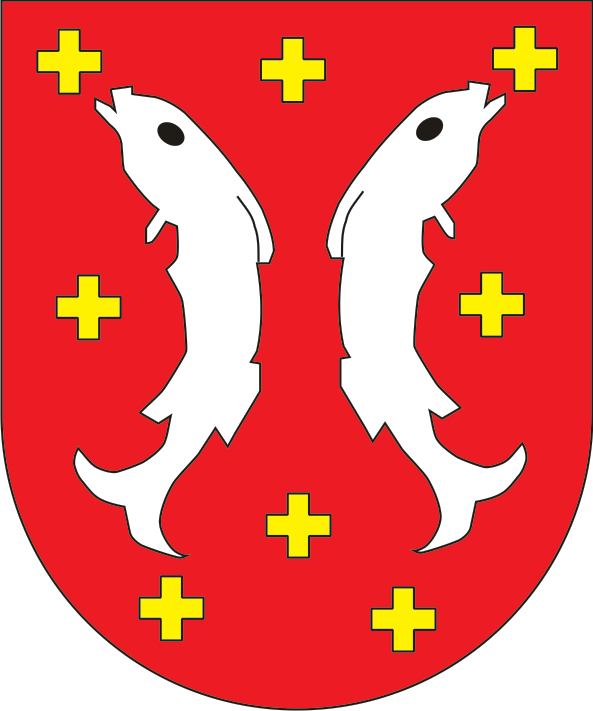
graafschap Salm

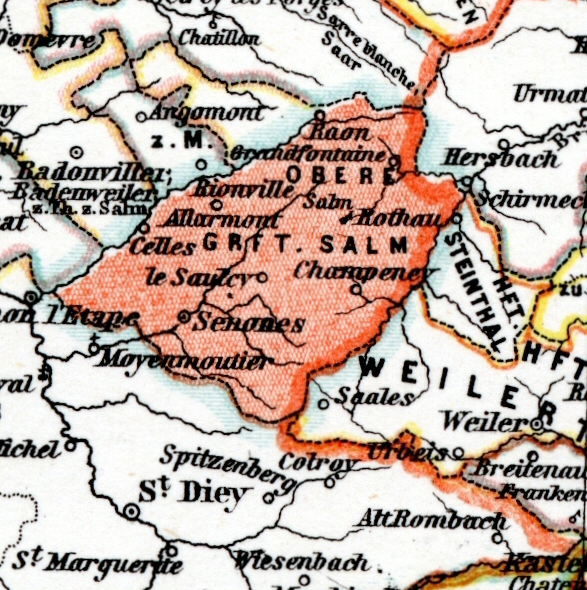
graafschap Salm

Het vorstendom Salm was een tot de Boven-Rijnse Kreits behorend graafschap binnen het Heilige Roomse Rijk, thans in de Franse regio Grand Est. De hoofdstad was tot 1751 Badonviller (Duits: Badenweiler) en daarna Senones.

## Van het ontstaan van het graafschap tot de tweeherigheid in 1431
De adellijke tak van Salm is afkomstig van Vielsalm in de provincie Luxemburg.
Door het huwelijk van Herman II van Salm met Agnes van Langenstein (Frans: Pierre-Percée) komt Blankenberg (Frans: Blâmont) in 1135 aan de graven van Salm. In 1163 worden de bezittingen verdeeld:
- Hendrik in Blankenberg, later Opper-Salm in de Vogezen; tak uitgestorven in 1784
- Frederik in Neder-Salm (Oud-Salm of Vielsalm) in de Ardennen; tak uitgestorven in 1416)

Tussen 1205 en 1215 bouwen de graven een nieuw kasteel op grond van de Abdij van Senones, dat ook de naam Salm krijgt. Om het te onderscheiden van Salm in de Ardennen wordt het ook wel Opper-Salm of Obersalm genoemd. De nieuwe burcht moet de controle over het gebied, dat rijk is aan zout en ijzererts, verzekeren. Tussen 1250 en 1258 moet de graaf uit geldnood Salm en Langenstein aan het prinsbisdom Metz verkopen. Daarna krijgt hij ze als leen terug van het bisdom. De graven resideren in Badonviller (zie Salm-Badenweiler) of Langenstein en komen weinig in de burcht Salm. Het belang van de burcht neemt af en omstreeks 1550 is het een ruïne.

## Het gemeenschappelijk bestuur (1431-1598)
In 1431 delen de broers Simon en Jan het graafschap. Na de dood van Simon in 1459 komt zijn aandeel via zijn dochter Johanna aan haar echtgenoot Jan, rijngraaf van Stein). Vanaf deze tijd zijn er twee heersers in het graafschap.
In 1545 gaat rijngraaf Philips Frans tot de reformatie over en hij sticht in 1555 een protestantse kerk in Badonviller.
Op 29 december 1571 laten de katholieke graaf Jan IX van Salm en de protestantse rijngraaf Frederik de bewoners van Badonviller een eed van trouw zweren, waarmee ze een definitief einde maken aan de macht van de abdij Senones. Als in 1574 de weduwe van rijngraaf Johan Philips zich in Badonviller vestigt, groeit het dorp uit tot een stadje. In 1598 komt er een eind aan het gemeenschappelijk bestuur en delen de twee graven het graafschap. Dit is eigenlijk niet goed mogelijk vanwege de aanwezige mijnen. Alleen de agrarische streken kunnen worden verdeeld. In Badonviller worden ieder huis afzonderlijk in de verdeling betrokken.

## Het verdeelde graafschap (1598 tot 1751)
In 1600 sterft Jan VIII, de laatste graaf uit het oude huis Salm. Ten gevolge van het huwelijk van zijn nicht Christine met Frans van Vaudémont, de latere hertog van Lotharingen, wordt Salm uiteindelijk in 1632 met het hertogdom Lotharingen  verbonden.
Op 8 januari 1623 wordt rijngraaf Philips Otto tot rijksvorst verheven in ruil voor zijn overgang tot het katholicisme. Dit is het eind van het protestantisme in het graafschap. De protestanten vertrekken en dat is het begin van het economisch verval. Badonviller wordt weer een dorp. Tijdens de Dertigjarige Oorlog heeft het graafschap in 1635 veel te lijden van Franse en Zweedse troepen.
Het huis van de rijngraven in Salm sterft in 1738 uit. Een Belgische tak van het huis (Salm-Hoogstraten) erft het halve graafschap. Op- 17 december 1749 werd Neuviller-sur-Moselle aan Lotharingen verkocht, waarna de hertog van Lotharingen het gebied op 22 december verhief tot graafschap Chaumont-sur-Moselle.

## Het verkleinde vorstendom (1751 tot 1793)
Op 21 december 1751 sluiten vorst Nicolaas Leopold van Salm-Salm en hertog Stanislaus Leszczyński van Lotharingen een delingsverdrag. De vorst van Salm-Salm krijgt het deel van het oude graafschap op de linkeroever van de Plaine met de 30 dorpen: Senones (wordt hoofdstad), Ménil et Saint Maurice-les-Senones, Vieux-Moulin et les Frénot, Allarmont, Albet, La Broque, Grandfontaine, de mijnen van Framont, Fréconrupt, Vipucelles et Quevelles, Plaine, Champenay, Diespach, Saulxures, Bénaville et le Palais, La Petite-Raon, Paulay, Raon-sur-Plaine, Celles, Moussey, Belval, Saint-Stail, Grandrupt, Le Vermont, Vexaincourt. De bevolking bestond uit ongeveer 10.000 personen.
Salm stond aan Lotharingen af: Péxonne, Josain, Ancerville, Sainte Agathe, Nonhigny, Neuviller en zijn aandelen in Badonviller, Pierrepercée, Tancanville en de abdij Hauteseille. 
Op 2 maart 1793 wordt het vorstendom bij  Franse Republiek ingelijfd. De vorst van Salm wordt in paragraaf 3 van de Reichsdeputationshauptschluss van Duitse Rijk van 25 februari 1803 schadeloos gesteld met 2/3 van de ambten Bocholt en Ahaus van het voormalige prinsbisdom Münster; dit wordt het nieuwe Vorstendom Salm (Westfalen).

## Regenten

### Het onverdeelde graafschap
| regering     | naam        | geboren   | overleden | familie |
| ------------ | ----------- | --------- | --------- | ------- |
| 1163-1210?   | Hendrik I   |           | 1154/65   |         |
| 1            | Hendrik II  |           |           | zoon    |
| 1219-1228    | Hendrik III | voor 1186 | na 1228   | zoon    |
| 1228/47-1292 | Hendrik IV  | voor 1228 | 8-1-1292  | zoon    |
| 1275/93-1338 | Jan I       | 1275/93   | 1338      | zoon    |
| 1326-1343    | Nikolaas I  | voor 1326 | 12-4-1343 | zoon    |
| 1332-1346    | Simon I     | voor 1332 | 26-8-1346 | broer   |
| 1343/7-1400  | Jan II      | voor 1343 | na 1400   | zoon    |
| ?-1397       | Simon II    | voor 1391 | 16-1-1397 | zoon    |
| 1391-1431    | Jan III     | 1370      | 2-7-1431  | broer   |

### De tak Salm en de Rijngraven
| regering           | naam                  | geboren    | overleden  | familie              |
| ------------------ | --------------------- | ---------- | ---------- | -------------------- |
| 1428/31-1448/59/75 | Simon III             | voor 1428  | 1448/59/75 | zoon van Jan III     |
| 1459-1475          | Jakob                 | voor 1459  | 25-12-1475 | zoon                 |
| 1475-1495          | Jan V                 | 17-11-1436 | 4-6-1495   | rijngraaf van Stein  |
| 1495-1499          | Jan VI                | voor 1470  | 25-12-1499 | zoon                 |
| 1499-1521          | Philips               | 8-9-1492   | 27-8-1521  | zoon                 |
| 1521-1561          | Philip Frans          | 4-8-1518   | 28-1-1561  | zoon                 |
| 1561-1608          | Frederik I            | 3-2-1547   | 26-10-1608 | zoon                 |
| 1608-1634          | Philips Otto          | 22-5-1575  | 23-11-1634 | zoon                 |
| 1634-1636          | Lodewijk              | 1618       | 1636       | zoon                 |
| 1636-1663          | Leopold Philip Karel  | circa 1620 | 15-12-1663 | broer                |
| 1663-1710          | Karel Theodoor Otto   | 27-7-1645  | 10-11-1710 | zoon                 |
| 1710-1738          | Lodewijk Otto         | 24-10-1674 | 23-11-1738 | zoon                 |
| 1738/9-1770        | Nikolaas Leopold      | 25-1-1701  | 4-2-1770   | Salm-Hoogstraten     |
| 1770-1771          | Lodewijk Karel Otto   | 22-8-1721  | 29-7-1778  | zoon                 |
| 1771-1773          | Maximiliaan           | 28-11-1732 | 14-9-1773  | broer                |
| 1773-1778          | Lodewijk Karel Otto   |            |            | tweede maal          |
| 1773/78-1797       | Constantijn Alexander | 22-11-1762 | 25-2-1828  | zoon van Maximiliaan |

### De tak Badonviller en het huis Lotharingen
| regering       | naam                   | geboren    | overleden      | familie                   |
| -------------- | ---------------------- | ---------- | -------------- | ------------------------- |
| 1431-1485      | Jan IV                 | 29-6-1431  | 4-6-1485       | zoon van Jan III          |
| 1451-1490/1501 | Jan VI                 | 1451       | 1490/11-4-1505 | zoon                      |
| 1490/1505-1548 | Jan VII                | voor 1490  | 1548           | zoon                      |
| 1548-1600      | Jan VIII               | 1548       | 1600           |                           |
| 1595/1608-1625 | Frans                  | 25-2-1572  | 14-10-1632     | van Lotharingen           |
| 1632-1670      | Karel                  | 5-6-1604   | 18-9-1675      | zoon                      |
| 1697-1729      | Leopold                | 11-9-1679  | 27-3-1729      | achterkleinzoon van Frans |
| 1729-1736      | Frans                  | 8-12-1708  | 18-8-1765      | zoon                      |
| 1737-1766      | Stanislaus Leszczyński | 20-10-1677 | 23-2-1766      | koning van Polen          |